# Adoxophyes perstricta
Adoxophyes perstricta es una especie de polilla del género Adoxophyes, tribu Archipini, subfamilia Tortricinae.

## Distribución
Se distribuye por Indonesia.

## Taxonomía
Fue descrita por Meyrick en 1928 y publicada en Exotic microlepidoptera 3: 453.